# タイムトライアルスペシャリスト
自転車競技のロードレースにおけるタイムトライアルスペシャリストとは、平地での単独走行を得意とするタイプの選手。略してTTスペシャリスト、もしくはクロノマンの別名でも呼ばれる。

## 特徴
平地の走行を得意とするという点ではルーラーと似ているが、その独走力を強化した様なタイプである。タイムトライアルにおいては圧倒的な強さを見せる他、先頭交代無し、あるいは単独でも長時間にわたって高速走行が可能であるため、平地での大逃げも狙うことができる。
ルーラーも比較的筋肉の付いた選手が多いが、TTスペシャリストはさらに筋肉量を増やさなければならず、一線で活躍している選手は筋肉質の選手で占められている。そのため平地では有利だが、体重の影響で山岳や細かいアップダウンが連続するコースではルーラーよりも不利になりやすく、超級山岳ではスプリンターと一緒にグルペットに入ることが多い。ただし、高いタイムトライアル能力を保ったまま体重を落とし山岳の対応能力を備えることでオールラウンダーへと変化してゆく選手もいる。

## レースでの役割
ステージレースでは、その名が示す通り、タイムトライアルステージでの優勝を狙う。また、平坦コースでは強力なアシストとして高速で大集団を引っ張るほか、少人数でエースをゴール近くまで引っ張っていく展開になった時の牽引役としても力を発揮する。また、ルーラー同様、レース終盤に集団から抜け出して逃げ切り優勝を狙うこともある。
世界選手権やオリンピックのタイムトライアルレースで活躍する。またトラックレースに出場する選手も多い。

## 代表的な選手
- フィリッポ・ガンナ（イタリア） 
  - 世界選手権個人TT 2勝 (2020, 2021)
  - アワーレコード保持者 (56.792 km : 2022年10月8日 - ）
  - イタリア選手権個人TT 6勝 (2019, 2020, 2022, 2023, 2024, 2025)
  - パリオリンピック 個人TT 銀メダル
- レムコ・エヴェネプール（ベルギー） 
  - パリオリンピック 個人TT 金メダル
  - 世界選手権個人TT 2勝 (2023, 2024)
  - ヨーロッパ選手権 個人TT 1勝 (2019)
  - ベルギー選手権個人TT 2勝 (2022, 2025)
- ジョシュア・ターリング（英語版）（イギリス） 
  - ヨーロッパ選手権 個人TT 1勝 (2023)
  - イギリス選手権個人TT 2勝 (2023, 2024)
  - クロノ・デ・ナシオン 1勝 (2023)
- ブラッドリー・ウィギンス（イギリス） 
  - 世界選手権個人TT 1勝 (2014)
  - ロンドンオリンピック個人TT 金メダル
  - 元アワーレコード保持者 (54.526 km : 2015年6月7日 – 2019年4月16日）
  - イギリス選手権個人TT 3勝 (2009, 2010, 2014)
- トニー・マルティン（ドイツ) 
  - 世界選手権個人TT 4勝 (2011, 2012, 2013, 2016)
  - クロノ・デ・ナシオン 3連覇 (2011 - 2013)
  - ドイツ選手権個人TT 9連覇 (2010 - 2018)
  - ロンドンオリンピック個人TT 銀メダル
- ファビアン・カンチェラーラ（スイス) 
  - 世界選手権個人TT 4勝 (2006, 2007, 2009, 2010)
  - リオデジャネイロオリンピック 個人TT 金メダル
  - 北京オリンピック 個人TT 金メダル
  - スイス選手権 個人TT 7勝 (2002, 2004-2008, 2012)
- トム・デュムラン（オランダ) 
  - 世界選手権個人TT 1勝 (2017)
  - オランダ選手権個人TT 4勝 (2014, 2016, 2017, 2021)
  - リオデジャネイロオリンピック個人TT 銀メダル
  - 東京オリンピック個人TT 銀メダル
- ワウト・ファン・アールト（ベルギー）
  - ベルギー選手権個人TT 3勝 (2019, 2020, 2023)
  - 世界選手権個人TT 銀メダル 2回 (2020, 2021)
  - パリオリンピック 個人TT 銅メダル
- ヴィクトール・カンペナールツ
  - 元アワーレコード保持者 (55.089 km : 2019年4月16日 - 2022年8月18日）
  - ベルギー選手権個人TT 2勝 (2016, 2018)
- ヴァシル・キリエンカ（ベラルーシ) 
  - 世界選手権個人TT 1勝 (2015)
  - ヨーロッパ競技大会個人TT 2勝 (2015, 2019)
  - クロノ・デ・ナシオン 2勝 (2015, 2016)
  - ベラルーシ選手権 個人TT 5勝 (2002, 2005, 2006, 2015, 2018)
- ローハン・デニス　(オーストラリア)
  - 世界選手権個人TT 2勝 (2018, 2019)
  - オーストラリア選手権個人TT 4勝 (2016, 2017, 2018, 2022)
  - 東京オリンピック個人TT 銅メダル
- シュテファン・キュング（スイス）
  - ヨーロッパ選手権 個人TT 2勝 (2020, 2021)
  - クロノ・デ・ナシオン 3勝 (2021, 2022, 2024)
  - スイス選手権個人TT 6勝 (2017 - 2021, 2024)
- ホナタン・カストロビエホ　(スペイン)
  - ヨーロッパ選手権 個人TT 1勝 (2016)
  - スペイン選手権個人TT 6勝(2013, 2015, 2017, 2018, 2019, 2023)
- ヨス・ファン・エムデン（オランダ）
  - クロノ・デ・ナシオン 1勝 (2019)
  - オランダ選手権個人TT 3勝 (2010, 2019, 2023)
- トビアス・フォス（ノルウェー)
  - 世界選手権個人TT 1勝 (2022)
  - ノルウェー選手権個人TT 3勝 (2021, 2022, 2025)
- シュテファン・ビッセガー（スイス）
  - ヨーロッパ選手権 個人TT 1勝 (2022)
  - スイス選手権個人TT 1勝 (2023)
- エルコーレ・バルディーニ（イタリア）
- フェルディナント・ブラック（ベルギー）
- ヘルマン・ファンスプリンヘル（ベルギー）
- フランチェスコ・モゼール（イタリア）
- クリス・ボードマン（イギリス）
- グレアム・オブリー（イギリス）
- ヨハン・ブリュイネール(ベルギー)
- ベルト・グラプシュ（ドイツ）
- デヴィッド・ザブリスキー（アメリカ）
- デヴィッド・ミラー（イギリス）
- セルゲイ・ゴンチャール（ウクライナ）
- マイケル・ロジャース（オーストラリア）

なお、ジャック・アンクティル（フランス）、フェリーチェ・ジモンディ（イタリア）、ベルナール・イノー（フランス）、ミゲル・インドゥライン（スペイン）、トニー・ロミンゲル（スイス）、ヤン・ウルリッヒ（ドイツ）、クリス・フルーム　(イギリス)　、といったオールラウンダー選手も高いタイムトライアル能力を持つが、ステージレースでの総合成績の安定した高さなど「オールラウンダー」としての実績から「スペシャリスト」とは呼ばれない。